# Шефкет Чападжиев
Шефкет Чападжиев, с псевдоним Чап, е американски бизнесмен, мултимилионер и филантроп от български произход. Известен е като най-богатият български емигрант в чужбина. Неговата полиграфически компания е сред най-големите в САЩ. Живее в Чикаго.

## Ранни години
Роден е в малкото родопско градче Мадан на 24 април 1939 г. Баща му Садък Чападжиев е дребен търговец в родния му край. Шефкет има по-голяма сестра и по-малък брат.
Баща му е бил сподвижник на Никола Петков и затова семейството му е принудително интернирано в село Боринци, Котелско, през 1949 – 1954 г. Шефкет започва гимназилното си образование в Котел. Семейството му получава разрешение през 1953 г. и се завръща в родния Мадан, където той довършва средното си образование.
Шефкет се запознава в Мадан с Хамид Русев от село Горна Арда. Засегнат, че поради произхода му не е взет на служба в редовната войска, а в трудовите войски, в съзнанието на младия Шефкет се заражда идеята да напусне страната. След прочита на пътеписа „До Чикаго и назад“ от Алеко Константинов решава, че страната, в която трябва да се установи, е САЩ. Младият Чападжиев споделя това свое желание с приятеля си Хамид Русев, който обмислял да направи същото.

## Бягство през границата
След като Шефкет споделя с Хамид идеята си за бягство, те започнат да проучват как да преминат граничната бразда между България и Гърция. По онова време Шефкет е главен касиер на Държавното земеделско стопанство в Мадан. Известен е сред местните със своята доброта и почтеност. При бягството взема ключа от касата със себе си, страхувайки се, че ако го остави, някой може да обере касата.
Двамата приятели пресичат границата в полунощ на 30 юли 1963 г. Гръцките гранични власти ги откарват първоначално в Драма, след това в лагер в Кавала. Месец по-късно ги преместват в емигрантски лагер в Лаврион, на 40-50 км от Атина. Там остават 11 месеца, преди да поемат към Чикаго, САЩ.

## Установяване в САЩ
С кораб пристигат в Ню Йорк. Слизайки на пристанището, Чападжиев има в джоба си 75 цента. Започва работа като разносвач на олио по улиците, след което постъпва във фабрика за шмиргели. Година по-късно се мести във Вашингтон, където започва работа в ресторанта на Международния валутен фонд, след това се мести в малка печатарска компания.
След 5 години купува на старо 3 машини за сгъване на хартия, като с това открива първата си фабрика. Понастоящем тя е сред най-големите полиграфически фабрики в САЩ. Днеc Чападжиев притежава имоти в Чикаго, Ню Йорк, Флорида, Еквадор. Притежава много апартаменти и хотели в най-скъпите части на Америка.
Голям дарител е на местната църковна българска общност (в Чикаго), на сиропиталища и социални домове в САЩ и България. С негови средства се поставя бюст на Алеко Константинов в Чикаго. Дарява 1 милион долара за обновление на болницата в родния му град Мадан в началото на 2019 г.
Обявен е за почетен гражданин на щата Илинойс и родния му град Мадан. Известен е като първия българин, който е платил 200 000 долара, за да лети в Космоса.

## Семейство
Шефкет Чападжиев се жени за Магдалена, която е еквадорка по произход. От нея има 2 дъщери – София (университетска преподавателка) и Сабрина (музикантка), и син Семи, който е роден с вродено увреждане.